# Bartelshagen II b. Barth
Bartelshagen II b. Barth (im Unterschied zum nahen Bartelshagen I b. Ribnitz-D.) ist seit dem 1. Januar 2014 ein Ortsteil der Gemeinde Saal im Landkreis Vorpommern-Rügen in Mecklenburg-Vorpommern (Deutschland).

## Geografie
Bartelshagen II b. Barth liegt zwischen den Städten Barth und Ribnitz-Damgarten in einem fast ebenen Gebiet im unmittelbaren Hinterland des Saaler Boddens. Durch den Süden der Gemarkung fließt der Saaler Bach, im Norden dehnt sich ein großes, zum Teil sumpfiges Waldgebiet bis zur Barthe aus (Barther Stadtholz).

Lage der ehemaligen Gemeinde im Landkreis Vorpommern-Rügen

### Ortsteile der ehemaligen Gemeinde

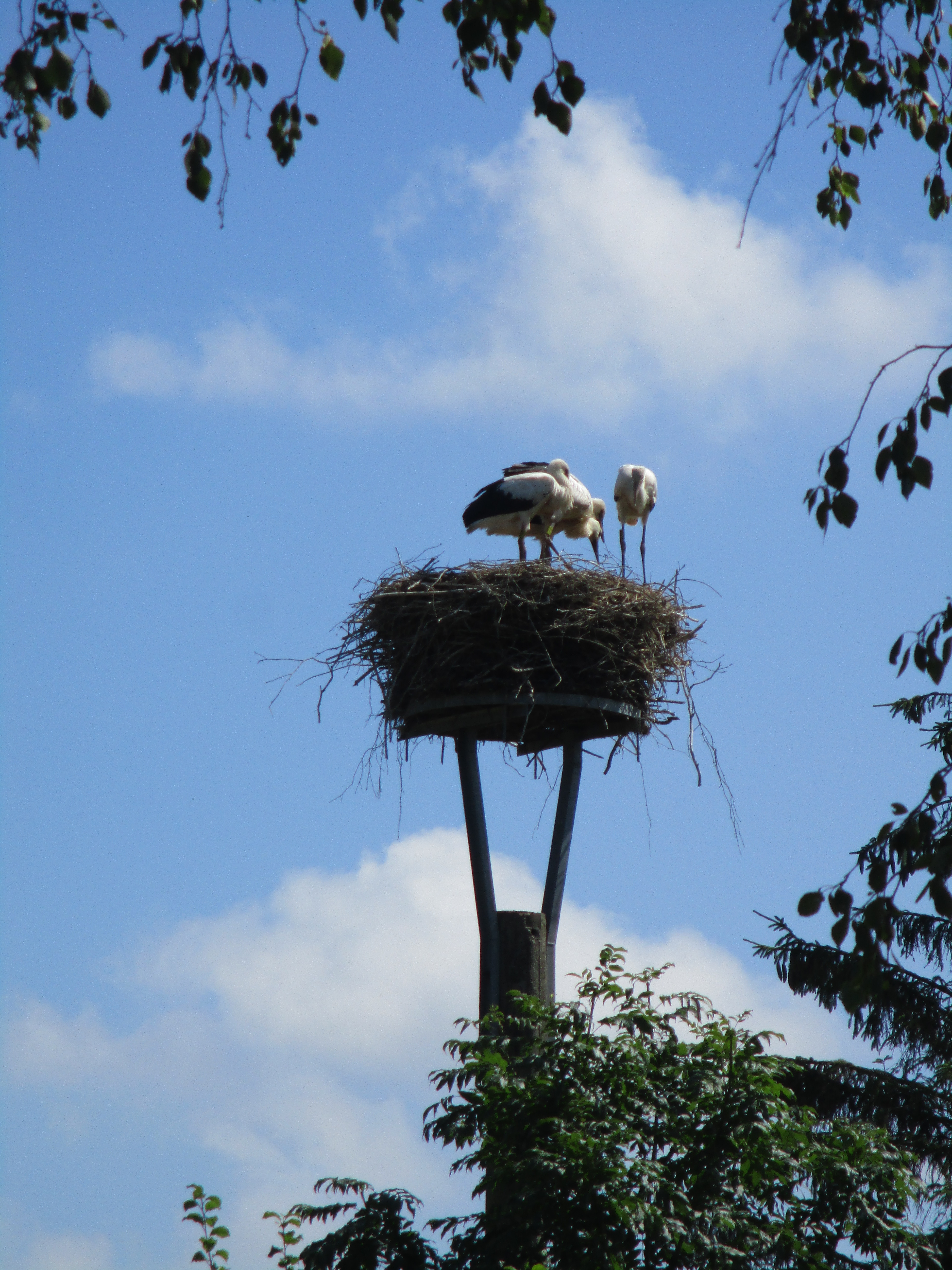
Weißstorch-Nachwuchs-Quartett, 2024

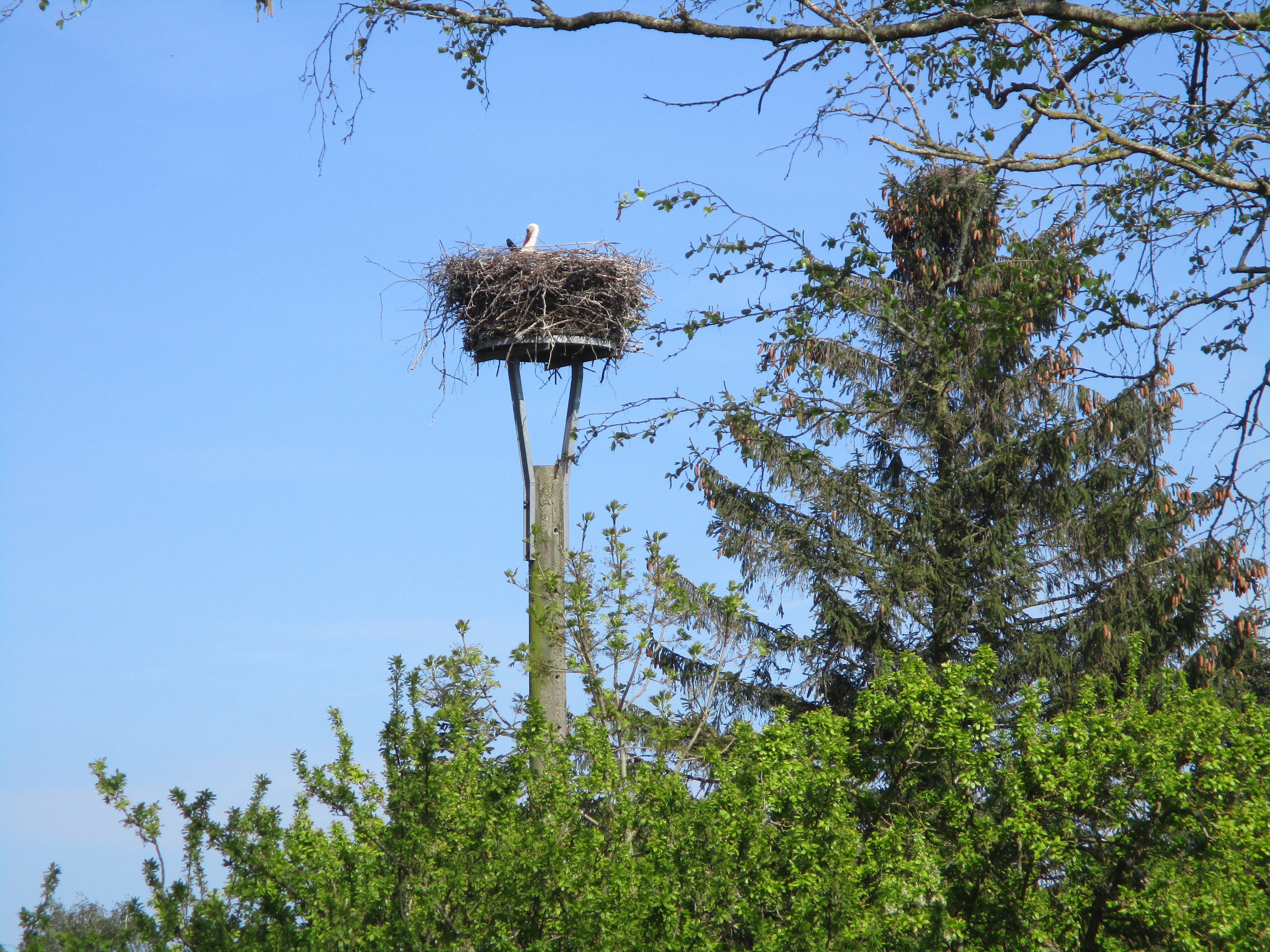
Storchennest, 2025

- Bartelshagen II
- Hermannshagen Heide
- Hermannshof
- Neuhof

## Geschichte
1316 wurde Bartelshagen erstmals urkundlich erwähnt. Das Testament des Fürsten Witzlaw III. von Rügen regelte hierin eine Übertragung seines Gutsbesitzes an Barther Bürger. In Bartelshagen wurden einige bekannte Schiffbauer geboren, so 1740 Nicolaus Dierling, der Begründer der Dierling-Werft in Damgarten. Dort wurden insbesondere Barken, Briggs und Schoner gebaut. 
Nach dem Dreißigjährigen Krieg bis zum Jahr 1815 gehörte das Bauerndorf zu Schwedisch-Pommern und danach zur preußischen Provinz Pommern. 
Die ehemalige Gemeinde war bis 1952 Teil des Landkreises Franzburg-Barth und gehörte danach bis 1994 zum Kreis Ribnitz-Damgarten im Bezirk Rostock. Am 1. Januar 2014 wurde sie in die Gemeinde Saal eingegliedert.
Sehenswert ist das jährlich stattfindende Tonnenabschlagen im Rahmen des Dorffestes.

## Wirtschaft und Infrastruktur
In Bartelshagen gibt es Einkaufsmöglichkeiten und eine Gaststätte, im Ortsteil Hermannshof einen Bioladen. Die nächsten Einkaufszentren befinden sich in Ribnitz-Damgarten und Barth.
In der Gemeinde sind mehrere landwirtschaftliche und kleine Handwerksbetriebe tätig. Es gibt einen Kindergarten, die nächsten Schulen sind in Lüdershagen und Ribnitz-Damgarten (u. a. Gymnasium).

### Verkehrsanbindung
Straßenverbindungen führen von Bartelshagen in die Hafenstadt Barth sowie in die Ostseebäder Prerow und Zingst, der Ortsteil Neuhof liegt nahe der B 105 (Rostock–Stralsund). In der Nachbargemeinde Ahrenshagen-Daskow, Ortsteil Altenwillershagen, befindet sich der nächste Bahnhof an der Bahnstrecke Stralsund–Rostock. 
Busverbindungen führen u. a. nach Barth (Bahnhof, Anschluss nach Stralsund) und Ribnitz-Damgarten (Bahnhof Ribnitz-Damgarten-West, Anschluss an Fernverbindungen in Richtung Stralsund und Rostock, Schwerin, Hamburg, Stuttgart).

## Storchennest
Die Nesthilfe in Hermannshof, Am Anger war 2024 mit ihrem Weißstorch-Nachwuchs- einem Quartett erfolgreich. Seit April 2025 ist das Nest durch das Elternpaar wieder besetzt und hatte zwei Jungstörche. Vermutlich durch Krähen-Attacken wurden sie verletzt und sind gestorben.

## Belege
1. ↑  StBA: Gebietsänderungen vom 01. Januar bis 31. Dezember 2014